# Thomas Köber
Thomas Köber (* 24. April 1956 in Düsseldorf) ist ein ehemaliger deutscher Polizist, der Polizeipräsident von Mannheim war.

## Beruflicher Werdegang
Thomas Köber trat 1975 den Dienst bei der Polizei Baden-Württemberg ein. 1979 stieg er in den gehobenen Dienst auf, 1992 in den höheren Dienst. 1992 leitete er beim Polizeipräsidium Mannheim die Inspektion Revierdienst. Ab 1995 leitete er das Sachgebiet Ia, Einsatz, und wurde Stellvertreter des Leiters der Abteilung I, Schutzpolizei. 1998 wurde er zum Innenministerium Baden-Württemberg abgeordnet. 2000 kehrte er zum Polizeipräsidium Mannheim zurück, zunächst als Leiter des Führungs- und Einsatzstabs, dann wurde er kommissarisch mit der Wahrnehmung der Leitung der Abteilung Polizeiliche Aufgaben betraut. 2008 wurde er Leiter der Abteilung Polizeiliche Aufgaben und Stellvertreter des Polizeipräsidenten. 2009 war er im Planungsstab zur Vorbereitung des Polizeieinsatzes anlässlich des NATO-Gipfels. 2012 leitete er das Querschnittsprojekt 2 (Stäbe/Leitstellen) der Polizeireform von Baden-Württemberg. 2013 war er Leiter des Projekts „Polizeipräsidium Mannheim“.
2014 wurde Thomas Köber als Nachfolger von Caren Denner Polizeipräsident in Mannheim. Zum 1. Mai 2019 trat er in den Ruhestand. Seine Nachfolge übernahm Andreas Stenger.